# Університет Ковентрі
Університет Ковентрі (англ. Coventry University) — вищий навчальний та дослідницький заклад у Ковентрі, Англія. Раніше, з 1970 по 1987 рік, був відомий як Політехніка Ланчестера, потім як Політехніка Ковентрі, доки у 1992 році здобув університетський статус і назву було змінено на Університет Ковентрі. На його чотирьох факультетах, які складаються зі шкіл та кафедр, діє близько 300 програм для студентів та аспірантів. В університеті є 11 дослідницьких центрів, які спеціалізуються у різних галузях.
У 2019 році в Університеті навчалось понад 29 000 студентів та майже 6000 аспірантів. Це найбільш швидкозростаючий університет Великої Британії та шостий за величиною в країні. Він є 4-м за величиною поза Лондоном.

## Структура та організація
Університет Ковентрі розділений на чотири факультети, кожен із яких розділений на різні школи:

### Факультет мистецтв та гуманітарних наук
- Дизайн та візуальні мистецтва, нині частина Школи мистецтв та дизайну Ковентрі

- Школа гуманітарних наук

- Медіа тепер є частиною Школи медіа та сценічного мистецтва

- Сценічне мистецтво, яке зараз є частиною Школи медіа та сценічного мистецтва

- Промисловий дизайн, який зараз є частиною Школи мистецтв та дизайну Ковентрі

### Факультет бізнесу та права
- Бізнес-школа Ковентрі

- Юридична школа Ковентрі

### Факультет машинобудування, навколишнього середовища та обчислювальної техніки
- Обчислення

- Цивільна інженерія, архітектура та будівництво

- Географія, навколишнє середовище та стихійні лиха

- Математика та фізика

- Машинобудування, автомобілебудування та виробниче машинобудування

- Аерокосмічна, електротехнічна та електронна техніка

### Факультет наук про здоров'я та життя
- Біомолекулярні та спортивні науки

- Харчова наука та харчування

- Медичні професії

- Догляд та охорона здоров'я

- Психологія та поведінкові науки

- Соціальні, терапевтичні та громадські дослідження

## Академічний профіль
Ковентрі пропонує понад 130 програм бакалаврату та 100 програм аспірантури на своїх чотирьох факультетах, а також такі кваліфікації, як фундаментальні ступені та Вищі національні дипломи (HND). Він запровадив викладання методів управління стихійними лихами на бакалаврському рівні (перший такий курс у Великій Британії), а також парапсихологію та медичну журналістику на рівні аспірантури.
Студентський склад університету у 2018/2019 навчальному році складався з 34 985 студентів: 29 005 студентів та 5980 аспірантів. Студенти-заочники у 2013—2014 роках становили 15 % бакалаврату та 39 % аспірантів. Рівень відсіву для студентів першого курсу становить 8,9 %. В університеті працює понад 1800 викладачів, і він є четвертим за величиною роботодавцем у Ковентрі.
Вартість навчання для студентів університетів варіюється і становить від 7500 до 9000 фунтів стерлінгів залежно від програми навчання.

### Рейтинги
У національному масштабі Ковентрі займає 13-те місце серед Британських університетів за версією The Guardian, 44-те — за версією The Times and Sunday Times і 53-тє — за версією The Complete University Guide 2020. На міжнародному рівні Ковентрі входить в число 531—540 найкращих університетів світу за версією QS World University Rankings.